# Доменг, Мишель
Мише́ль Доме́нг (фр. Michel Domingue) — гаитянский государственный, военный и политический деятель, президент Гаити в 1874—1876 годах.

## Биография
Мишель Доменг родился в Ле-Ке 28 июля 1813 года. Окончил военные курсы и стал командующим войсками Южного департамента.
С 8 мая 1868 по 27 декабря 1869 год был президентом Южного Государства Гаити. 11 июня 1874 года генерал Доменг был избран президентом Гаити сроком на восемь лет.

## Президентство
Доменг, который был малообразованным солдатом, не имел необходимых государственному деятелю качеств. Поэтому он издал указ от 10 сентября 1874 года о назначении своего племянника Септимуса Рамо вице-президентом. Последний и стал истинным правителем Гаити. Рамо, в отличие от своего дяди был образованным и властным по натуре, в то время как Мишель Доменг был скорее номинальным главой государства.
Одним из первых действий Доменга после его избрания на пост президента было подписание соглашения с Доминиканской Республикой, которое парламент Гаити отказался ратифицировать. Соглашение установило взаимное признание стран и, в частности, положило конец длительной и кровавой пограничной войне между ними. Рамо также вёл переговоры с президентом Доминиканской Республики Игнасио Марией Гонсалесом. Начальник штаба президента Доминге генерал Жак Николя Леже был отправлен в Санто-Доминго для подготовки нового соглашения. По возвращении в Порт-о-Пренс 9 ноября 1874 года его сопровождали доминиканские переговорщики, чтобы заключить договор о дружбе и соглашение о торговле. Гаити признало независимость Доминиканской Республики, и 20 января 1875 года между двумя странами был подписан договор о дружбе.
Несмотря на этот успех в международной политике, внутреннее финансовое положение Гаити было плачевным. Доменг пытался договориться о ссуде с Францией, что на годы напрягло финансы Гаити. При его правление коррупция достигла таких масштабов, что Доменг издал указ от 15 мая 1875 года об аресте генералов Жоржа Бриса, Пьера Монплезира и Пьера Теомы Буарон-Каналя, его политического оппонента. Буарон-Каналь раскритиковал эту финансовую политику и кредит. Он укрылся в посольстве Соединенных Штатов, вызвав дипломатический кризис между Гаити и США. Брис и Монплезир были убиты, а Буарон-Каналь и другие противники бежали за границу.

## Свержение и изгнание
Эти преступления, за которыми последовали многочисленные отъезды в ссылку, усугубили положение правительства. Начались восстания в разных частях страны.
Домиенг и Рамо в отчаянии спланировали перевод правительства в Ле-Ке. В течение апреля 1876 года за пределы столицы были вывезены сундуки, набитые деньгами последнего займа. Народ восстал, требуя отставки правительства и президента. Вскоре гнев достиг своего апогея, и правители, чтобы избежать его, отправились в иностранные консульства. Президент Доменг был ранен в руку при передаче во французское посольство, а Септимус Рамо убит. Толпа разграбила средства большого займа.
Сам Доменг ушел в отставку 15 апреля 1876 года и отправился в изгнание в Кингстон, где и умер год спустя.